# Тигр 131
Panzerkampfwagen VI Ausf. H1, «Тигр 131» — немецкий тяжёлый танк времён Второй мировой войны, являющийся единственным в мире действующим танком «Тигр I» способным к движению своим ходом.

## История создания и эксплуатация
Немецкое обозначение танка было Panzerkampfwagen VI, Tiger I Ausf. E, Sd.Kfz. 181. Танк был построен в январе или феврале 1943 года в Касселе. Корпус изготовила Henschel, а башню — Wegmann. Он был отправлен в Тунис 12 марта 1943 года. В апреле 1943 года во время Североафриканской кампании танк был зачислен в 3-й взвод 1-й роты 504-го немецкого тяжелого танкового батальона в Тунисе с номером башни 131, под которым он стал известен.

## Захват танка противником

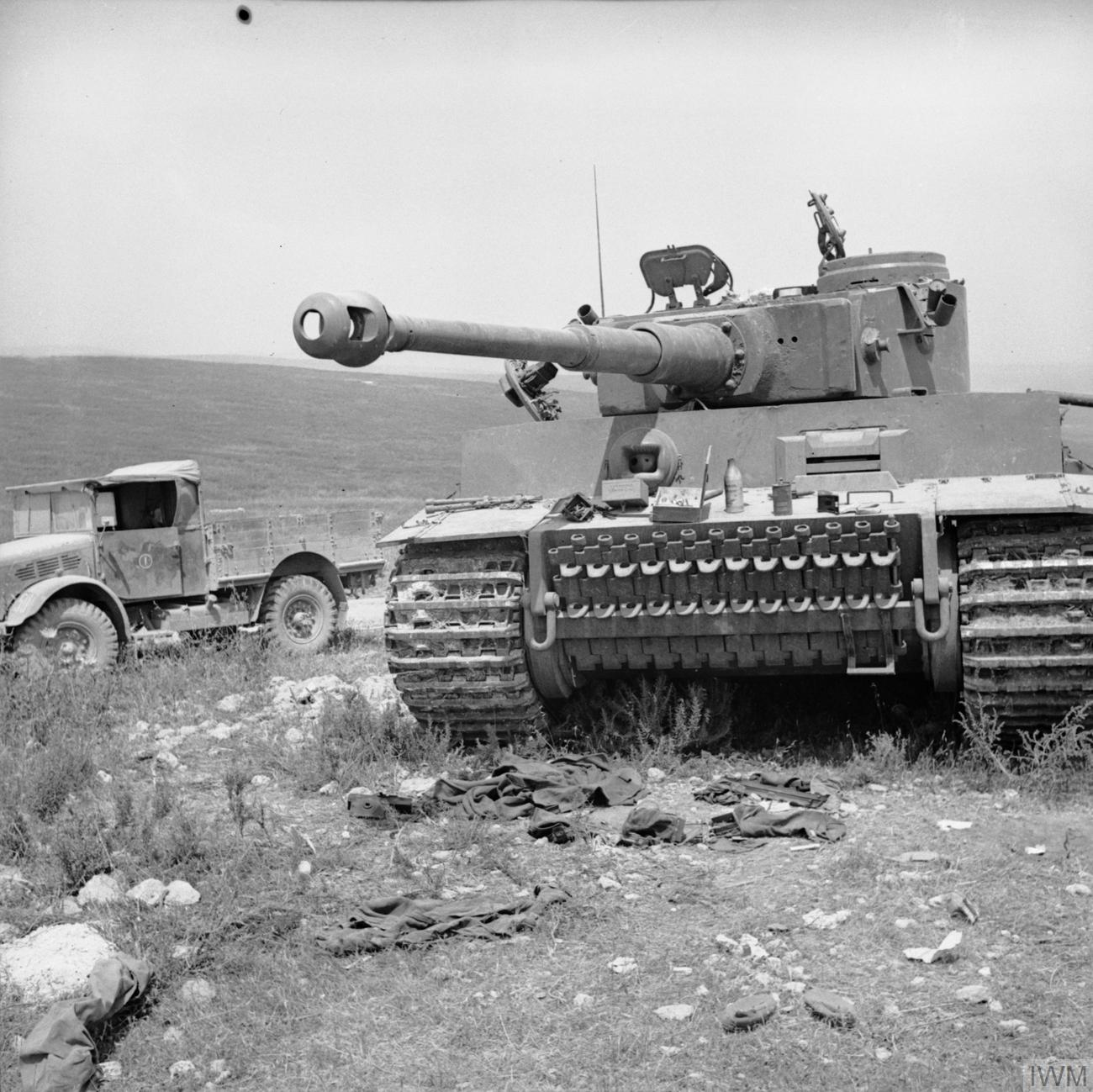
«Тигр» 131, 6 мая 1943 года, с поврежденным люком заряжающего

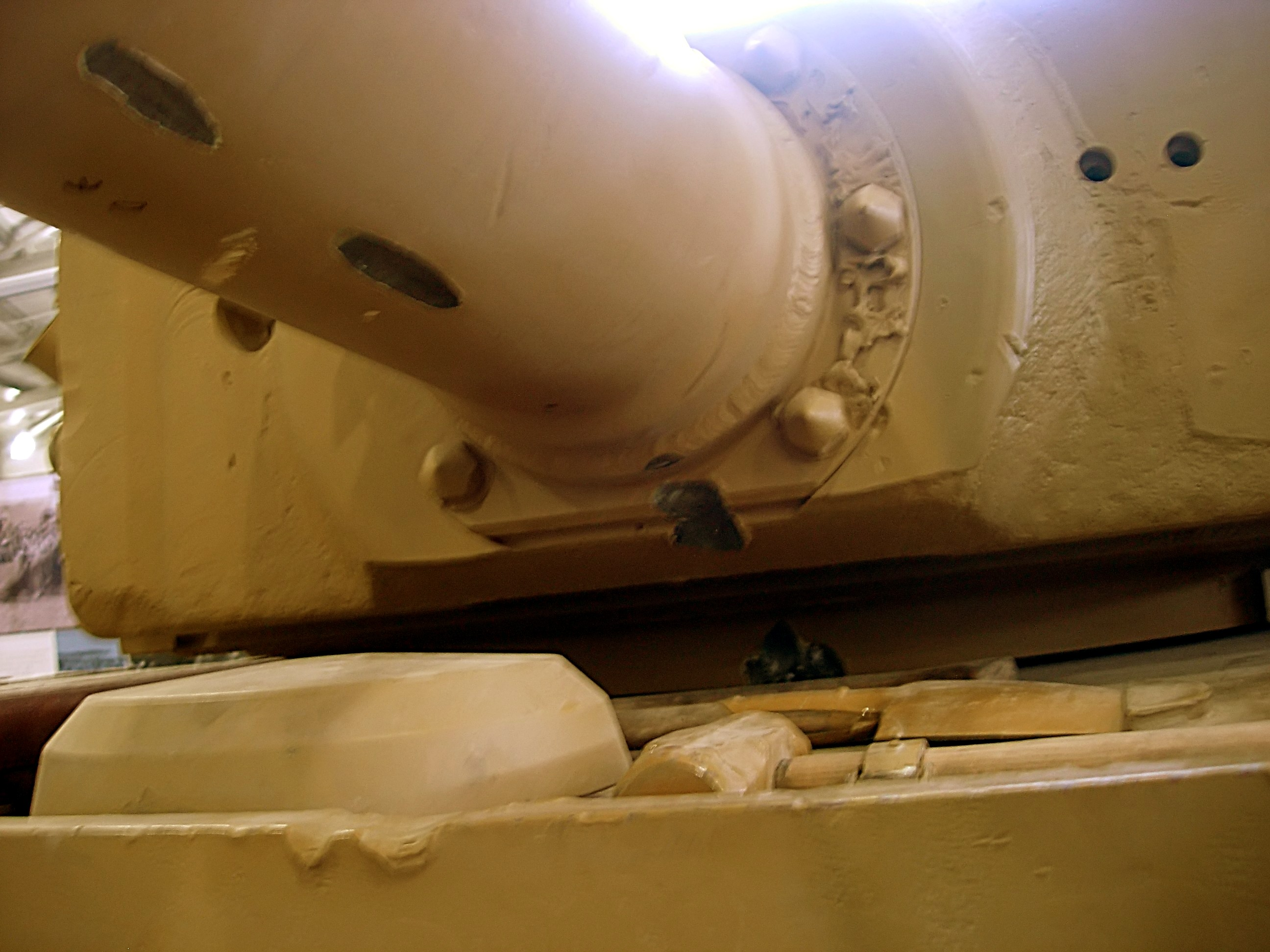
Урон от снаряда, обездвижившего башню «Тигра» 131

Зная, что войска противника готовятся к крупному наступлению на Тунис, немцы в ночь с 20 на 21 апреля 1943 года предприняли неудачную атаку. Одновременно были атакованы четыре точки, в том числе перевал на северной стороне холма Джебель-Джаффа. Два «Тигра» и несколько других танков продвинулись через этот перевал до рассвета и в течение дня постепенно были отброшены. «Тигр» 131 был подбит тремя выстрелами из 6-фунтовых орудий установленных на британских танках Черчилль 4-й эскадрильи 48-го Королевского танкового полка. Первый выстрел попал в ствол орудия «Тигра» и рикошетом попал в кольцо башни, заклинив его траверсу, ранив водителя и переднего стрелка, а также повредив радиостанцию. Второй выстрел попал в проушину башни, отключив подъемник орудия. Третий выстрел попал в люк заряжающего, разлетевшись на осколки в башне. Немецкий экипаж вылез из подбитого танка, забрав с собой раненых. Но все еще управляемый и практически неповрежденный танк был под охраной англичан при захвате холма Джебель-Джаффа. «Тигр» 131 был первым неповрежденным танком «Тигр», захваченным британскими войсками.
Статья 2012 года в Daily Mail, за которой последовала книга Ноэля Ботэма и Брюса Монтегю утверждала, что майор Дуглас Лиддердейл, технический офицер, курировавший отправку «Тигра» 131 в Англию, был ответственен и за захват танка.
Хотя это сообщение было сочтено правдоподобным (хотя бы в свете репутации Черчилля как «непосредственного человека» в его отношениях с военными делами во время войны), Танковый музей Бовингтона отклонил его как недостоверный. История, рассказанная в книге, противоречит собственным письмам и бумагам Лиддердейла, написанным за годы до его смерти, в которых он заявлял, что не присутствовал лично, когда был захвачен «Тигр» 131.

## Сохранение танка

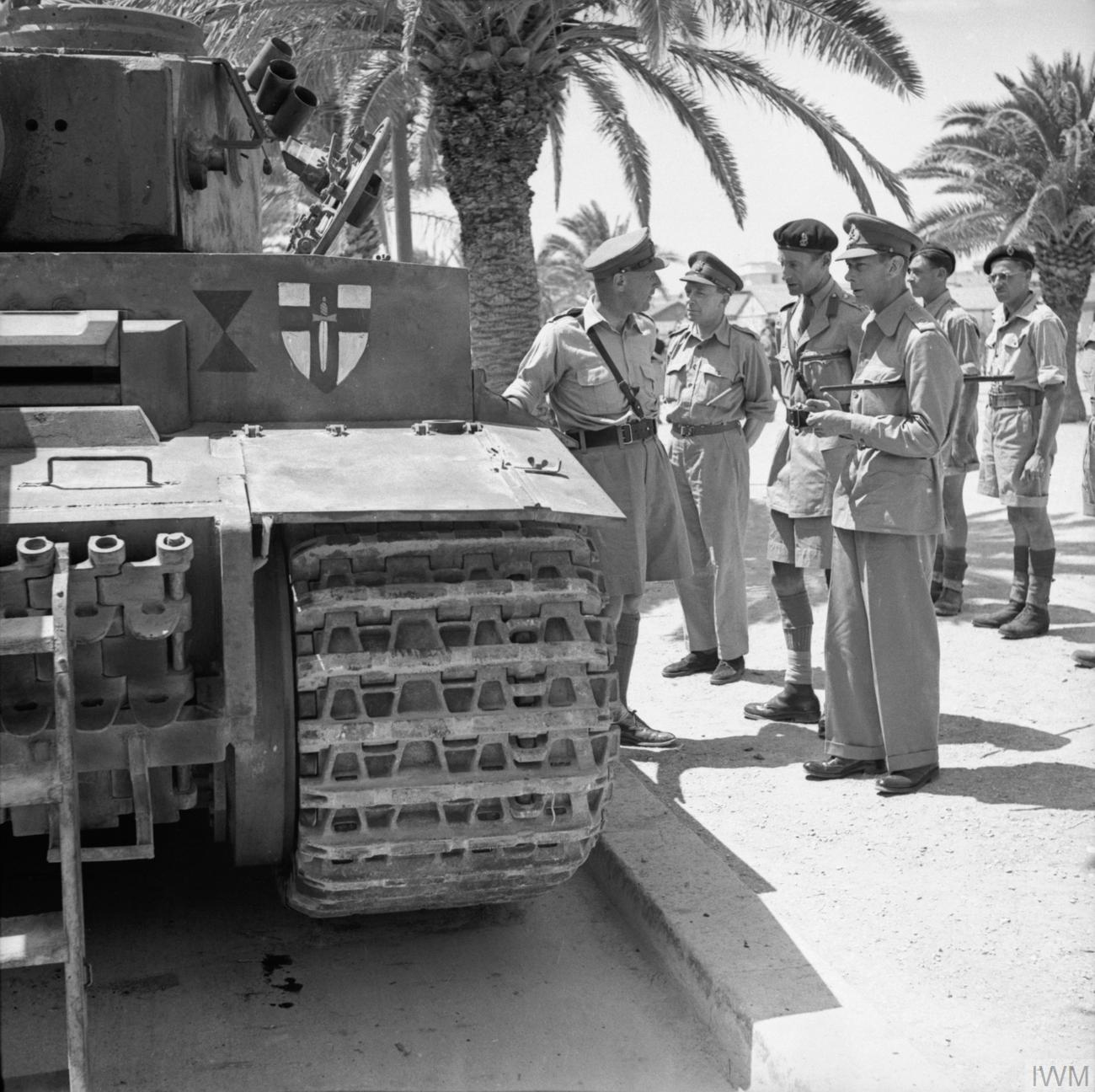
Король Георг VI осматривает трофейный «Тигр» 131. На танке нанесен знак Первой британской армии, Тунис, июнь 1943

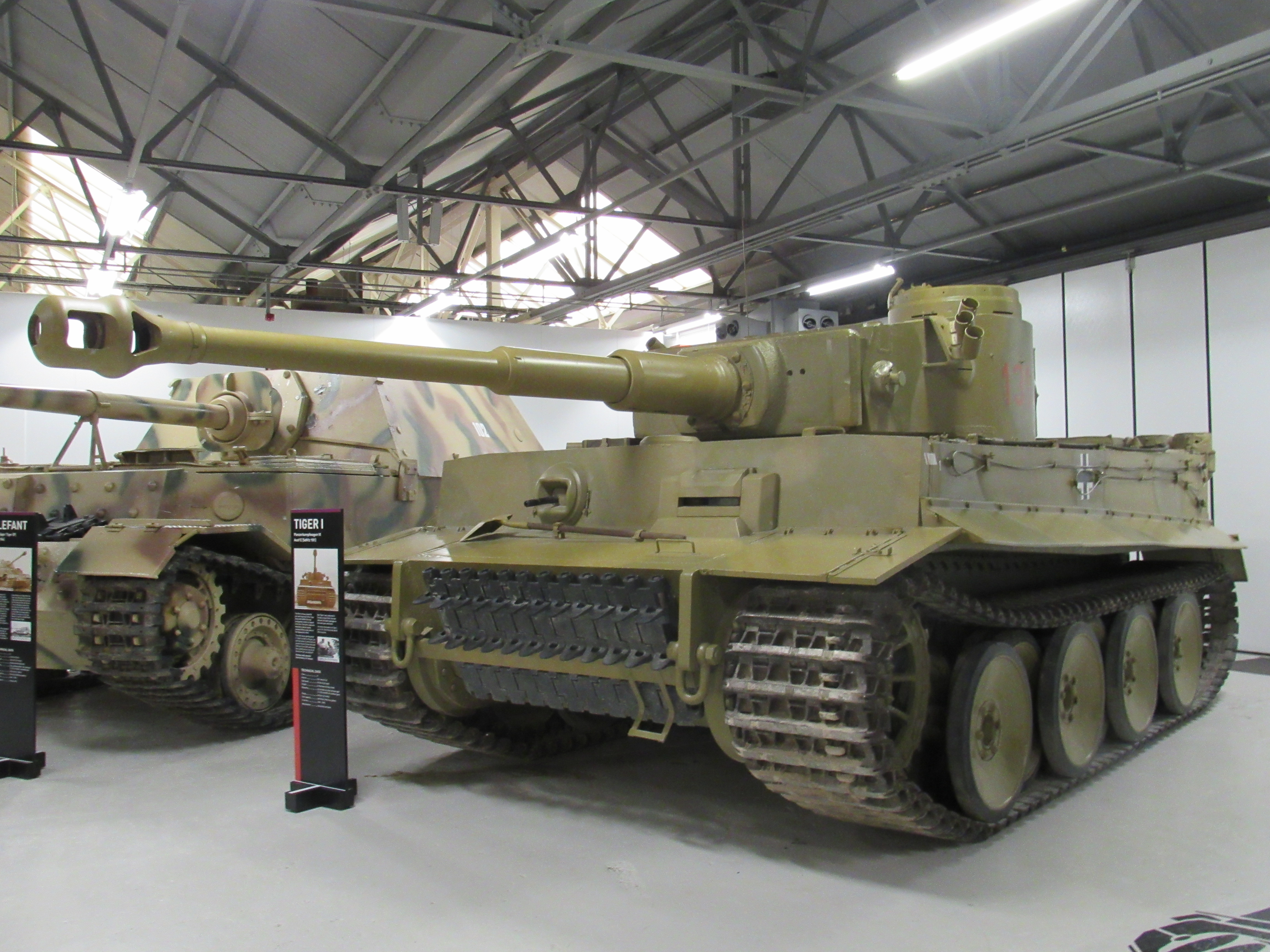
«Тигр 131» в Танковом музее в Бовингтоне, Великобритания, 2017 год

«Тигр 131» был отремонтирован с использованием деталей других уничтоженных «Тигров» и осмотрен, чтобы оценить его работоспособность. Его выставили в Тунисе и официально осмотрели король Георг VI и Уинстон Черчилль. Танк был отправлен в Англию в октябре 1943 года, где он был выставлен в качестве трофея в различных местах, чтобы поднять боевой дух во время войны, прежде чем он был подвергнут обширным испытаниям и оценке Школой танковых технологий, которая подготовила подробные отчеты о его конструкции. Захваченный танк был передан Министерством снабжения Великобритании 25 сентября 1951 года в Танковый музей, где ему был присвоен инвентарный номер 2351 (позже E1951.23).
В 1990 году танк был снят с экспозиции музея для реставрации музеем и Организацией ремонта армейской базы. Реставрация предполагала практически полную разборку танка. Был установлен двигатель Maybach HL 230 от музейного «Тигр II», поскольку оригинальный Maybach HL 210 от «Тигра 131» был разрезан на поперечные сечения для демонстрации. Единственное существенное изменение в моторном отсеке — современная система пожаротушения. Металлурги изучили износ и характеристики модернизированного двигателя «Тигра», чтобы изучить сплавы и характеристики немецкого производства времен Второй мировой войны.
В декабре 2003 года «Тигр 131» вернулся в музей с работающим двигателем, что сделало его единственным работающим танком «Тигр» в мире и самым популярным экспонатом музея. Дальнейшие работы и перекраска в старинные цвета завершили реставрацию в 2012 году общей стоимостью 80 000 фунтов стерлингов.
Этот танк снялся в таких фильмах как: «Их слава» в 1946 году, «Они не разделены» в 1950 году и «Ярость» в 2014 году.